# مارك ستراوس
مارك ستراوس (بالإنجليزية: Mark Strauss)‏ هو صحفي أمريكي، ولد في 8 نوفمبر 1966.